# Axel Sánchez
Axel Yair Sánchez Solano (Huánuco, 27 de noviembre de 1996) es un futbolista peruano. Juega como mediocampista y actualmente juega en FC San Marcos de la Liga 2 de Perú.

## Clubes
| Club                       | País | Año       |
| -------------------------- | ---- | --------- |
| Alianza Atlético           | Perú | 2015-2016 |
| Atlético Grau              | Perú | 2017-2020 |
| Alianza Universidad        | Perú | 2021      |
| Deportivo Llacuabamba      | Perú | 2022      |
| Unión Deportivo Parachique | Perú | 2023      |
| Olimpia                    | Perú | 2023      |
| San Marcos                 | Perú | 2024 -    |

## Palmarés

### Campeonatos nacionales
| Título            | Club               | País | Año  |
| ----------------- | ------------------ | ---- | ---- |
| Copa Bicentenario | Club Atlético Grau | Perú | 2019 |